# ジョセフ・ルイス・エルザー・オルトラン
ジョセフ・ルイス・エルザー・オルトラン（Joseph Louis Elzéar Ortolan、1802年8月21日 - 1873年3月27日）は、フランスの法学者。トゥーロン生まれ。1836年からパリ大学で比較刑法の教授を務めた。『海律全書』の著者であるジャン・フェリーチェ・テオドール・オルトラン（Jean Felieché Théodore Ortolan、1808-1874）の兄。